# Перещепино
Переще́пино (укр. Перещепине) — город в Днепропетровской области Украины на границе с Харьковской областью. Входит в Самаровский район.
Составлял Перещепинский городской совет, в который, кроме того, входили сёла
Козырщина,
Малокозырщина,
Александрия,
Свечановка и посёлок
Вишневое.

## Географическое положение
Город Перещепино находится на левом берегу реки Орель (или на правом берегу канала Днепр — Донбасс),
ниже по течению на расстоянии в 1 км расположены село Козырщина и посёлок Вишневое (Новомосковский район),
на противоположном берегу — Харьковская область и сёла Старое Пекельное (Зачепиловский район) и Зеньковщина (Зачепиловский район).
Река в этом месте извилистая, образует лиманы, старицы и заболоченные озёра.

## История
- Датой основания Перещепино считается 1764 год.
- Первое письменное упоминание о Перещепино относится к 1764 году. Оно входило тогда в Орельскую паланку Новой Сечи. В «Устном повествовании бывшего запорожца … Н. Л. Коржа» Перещепино названо в числе 17 древнейших на Екатеринославщине казацких поселений[2].
- В 1768 году войска крымского хана, прорвавшись на левобережье Днепра, совершили набеги на казацкие поселения вдоль рек Орели и Самары, в том числе и Перещепино[3]. В течение 1769—1771 гг. татары сожгли в Перещепино 25 дворов, увели в рабство 16 человек, забрали 1030 голов рогатого скота, 5050 овец, 20 лошадей[4]. Селение было разрушено и опустело.
- После успешного окончания русско-турецкой войны 1768—1774 гг. Перещепино вновь стало отстраиваться и заселяться. В 1776 году оно вошло в Лычковский уезд Азовской губернии (с 1778 года — Екатеринославский уезд той же губернии, с 1784 года — в Новомосковский уезд Екатеринославского наместничества, с 1797 года — Новороссийской, с 1802 года — Екатеринославской губернии). В это время Перещепино было селом казённого ведомства[5][6]. В нём насчитывалось 860 человек, занимавшихся в основном земледелием[7]. В документах 1790 года Перещепино значится воинской слободой[8]. В 1797 году в нём одних только воинских поселян проживало 747 человек. Они платили государственные подати, а также на собственные средства содержали сельскую администрацию, волостное управление, исполняли подводную, дорожную и другие повинности, поставляли определенное количество солдат в армию.
- Выгодное географическое положение села на реке Орели и дорогах, ведущих с Левобережной Украины в Крым, Бердянск, Мариуполь, Одессу[9], способствовало развитию торговли, росту населения. В 1806 году Перещепино стало волостным центром. В 1830 году в нём, по «Статистическим сведениям о казённых поселениях, в оброчном окладе состоящих», проживали 1154 ревизские души[10]. Ежегодно здесь собирались три—четыре ярмарки, на которые съезжались купцы из многих городов. Местное население продавало хлеб, сено, скот, а приезжие купцы — шелк, сукно, галантерейные товары. Торговый оборот ярмарок достигал 25—40 тыс. рублей[11].
- С развитием капитализма происходил процесс классовой дифференциации села. В военно-статистическом обозрении Екатеринославской губернии за 1850 год отмечалось, что в Перещепино «есть из государственных… крестьян зажиточные хозяева, но численность их значительно меньшая, чем бедноты…»[12].
- После реформы развитие капиталистических отношений в крестьянском хозяйстве заметно ускорилось. В 1866 году в селе проживал 2781 человек. Согласно указам о поземельном устройстве государственных крестьян 1396 ревизских душ наделили 11 130 десятинами земли. Часть зажиточных крестьян Перещепино, имеющая уже опыт ведения товарного хозяйства, расширяла своё землепользование за счет покупки и аренды помещичьих земель, налаживала торговое зерновое хозяйство, применяла наемный труд. Она представляла собой растущую крестьянскую буржуазию. У большинства крестьян не было тягловой силы и сельскохозяйственного инвентаря, поэтому они не могли как следует обрабатывать свои участки и получали очень низкие урожаи. Во всей Екатеринославской губернии неурожаи повторялись каждые 2—3 года. Чтобы не умереть с голоду, бедняки вынуждены были наниматься к зажиточным крестьянам. За тяжелый поденный труд в страду на уборке хлеба и сена батраки получали мизерную плату — по 45—60 коп. Свои участки они продавали за бесценок или отдавали за долги богачам, а сами пополняли ряды сельского пролетариата. В 1886 году в Перещепино проживало уже 3760 человек[13]. Классовое расслоение села, как и на всем юге Украины, к тому времени было весьма глубоким. Бесправное положение, нищенское существование вызывали протест бедноты. 15 августа 1883 года губернский предводитель екатеринославского дворянства в донесении министру внутренних дел сообщал, что возмущенные притеснениями крестьяне Перещепино побили полицейского урядника и станового пристава[14].
- В конце XIX века село Новомосковского уезда Екатеринославской губернии. Бывшее запорожское поселение (Орельская паланка). Имелось дворов — 349, жителей — 3 965; еврейский молитвенный дом, земская и церковно-приходская школы, 4 ярмарки, лавки, ежедневные базары, сберегательная касса.
- В начале XX века процесс дальнейшего обнищания основной массы крестьянства продолжался. Размеры многочисленных податей увеличивались. На их оплату уходило 30—32 % крестьянских доходов[15]. Цены на землю росли: за период с 1860 по 1907 год они увеличились более чем в 13 раз. Урожаи вследствие применения ручного труда и отсутствия удобрений были низкие и составляли 47—48 пудов яровой пшеницы и озимой ржи с десятины[16]. Нехватка земли, неурожаи, высокие налоги и выкупные платежи разоряли сельскую бедноту, вынуждали её идти к помещикам и кулакам, которые все активнее прибегали к наемному труду в своих хозяйствах.
- Во второй половине XIX века Перещепино стало рынком найма рабочей силы для капиталистических хозяйств всей Екатеринославской губернии, конечным пунктом следования сельскохозяйственных рабочих из Орловской, Курской, Могилевской, Киевской, Черниговской и других губерний страны[17]. Наем рабочих происходил во время ярмарки, куда съезжались и наниматели, и рабочие. В 1899 году здесь был открыт земством лечебно-продовольственный пункт, который преследовал санитарные цели и вел регистрацию приходящих рабочих, однако он был не способен хоть сколько-нибудь облегчить их положение. Экономический кризис 1900—1903 гг., неурожай 1901 года привели в Перещепино огромную армию безработных. В 1902 году на Перещепинском пункте на ночлег под открытым небом оставалось более 7,6 тыс. безработных, так как барак, рассчитанный на 180 человек, был переполнен[18]. Столовая не работала, воду брали из речки, бытовые отходы сбрасывали в ближайшую лощину. Не удивительно, что Перещепинский пункт по заболеваемости занимал одно из первых мест в Екатеринославской губернии. На рынке найма перещепинцы знакомились не только с сельскохозяйственными, но и с фабрично-заводскими рабочими Екатеринослава, шахтерами Донбасса, которые в поисках работы приезжали в Перещепино. Общение с рабочим классом способствовало пробуждению классового сознания у представителей передовой части крестьянства.
- Во время первой русской буржуазно-демократической революции в селе происходили волнения. Новомосковский уездный исправник доносил екатеринославскому губернатору, что 24 января 1905 года на базарной площади Перещепина около 100 крестьян-бедняков «ругали чинов полиции и противодействовали аресту крестьянина Вовка»[19], больше других выражавшего недовольство. Во второй половине июня 1905 года на Перещепинском пункте найма рабочей силы сельскохозяйственные рабочие пытались добиться установления твердой оплаты своего труда и стремились наниматься только партиями. По мнению станового пристава Константиноградского уезда Полтавской губернии, который был проездом в Перещепино, это стало следствием агитационной работы «земской фельдшерицы-акушерки Т. Д. Воронкиной» (по документам Т. Д. Воронина). Крестьян поддерживали студенты, приглашенные для проведения прививок. «Центром всякой смуты является Перещепино, где открыто пропагандируются вредные идеи»,— заключал пристав[20]. Летом 1905 года в Перещепино были обнаружены листовки РСДРП, призывавшие крестьян к борьбе[21]. Крестьяне отказывались от уплаты налогов, начинали делить земли соседних помещиков[22]. Новомосковский уездный исправник, прибыв в Перещепино в августе 1905 года, пытался запугать крестьян, напоминая об ответственности за самовольные потравы посевов, порубки леса, выпасы скота. Однако это не дало никаких результатов. Уже в начале декабря 1905 года он же доносил екатеринославскому губернатору: «Настроение крестьян всего уезда весьма тревожно, и под влиянием подпольной агитации возможно ожидать начала крестьянского движения»[23]. Для наведения «порядка» он просил прислать казаков.
- После поражения революции 1905—1907 гг. многие активные её участники были арестованы и брошены в тюрьмы. Перещепинскому крестьянину Е. И. Козаченко и школьному учителю Н. П. Андрееву за пропаганду демократических идей и участие в легальном литературно-политическом кружке запретили проживание в Новомосковском, Павлоградском и Александровском уездах[24].
- Царское самодержавие с целью создания прочной социальной опоры в деревне в лице кулачества провело аграрную реформу. Крестьянам разрешили закреплять свои наделы в личную собственность и выделяться из общины на хутора или отруба. Крестьянская беднота, не имея рабочего скота, инвентаря и денежных средств, не могла обработать свои участки земли и вынуждена была либо отдавать их кулакам за часть урожая, либо продавать за бесценок. Так, бедняк Я. Прус продал землю зажиточному крестьянину Я. Сидоренко, который в течение 1910—1917 гг. увеличил свою земельную площадь более чем в 10 раз. Попав в безвыходное положение, часть жителей Перещепина в поисках лучшей жизни переселилась в Акмолинскую губернию.
- Столыпинская аграрная реформа ускорила развитие на селе капиталистических отношений, усилила расслоение крестьянства. С одной стороны, увеличилась численность малоземельных и безземельных, с другой — количество кулацких хозяйств. Кулаки Перещепино стали основывать промышленные предприятия. В январе 1914 года здесь действовали кирпичный завод, 2 паровые мельницы, 2 маслобойни, 2 склада сельскохозяйственных орудий и материалов[25].
- Накануне первой мировой войны в селе проживало 7,7 тыс. человек. В 1885 году земство на свои средства основало в Перещепино медицинский пункт[26]. Он находился в ветхом помещении, которое в любую минуту могло разрушиться. Поэтому в 1897 году был построен деревянный дом для больницы на 8 коек. Она обслуживала население 5 волостей. Врач, четыре фельдшера и акушерка, работавшие здесь в начале 900-х годов, не имели возможности оказать медицинскую помощь всем нуждавшимся в ней. За лекарствами приходилось ездить в Новомосковск. Только в 1913—1914 гг. в Перещепино открылась аптека. О перещепинской школе упоминается впервые в документах, относящихся к 1823 году. В ней было 20 учеников. В 1887 году начало действовать одноклассное сельское народное училище на 80—90 мест. Содержалось оно на средства сельской общины и земства. Перед первой мировой войной в селе уже было 5 небольших учебных заведений — земские одноклассное и двухклассное училища, две церковно-приходские школы, Перещепинская учительская второклассная школа духовного ведомства[27] с тремя отделениями. Однако они не могли охватить всех желающих учиться. Так, в 1911 году в земское училище хотели поступить 180 человек, а были приняты из-за отсутствия мест только 60. В одну церковно-приходскую школу было зачислено 10 детей из 40 подавших заявления. Более 80 % местного населения в дореволюционное время оставалось неграмотным. Невзирая на трудности, передовые представители сельской интеллигенции пытались удовлетворить стремление народа к знаниям, проводили культурно-просветительную работу среди крестьян. В ноябре 1905 года был открыт Перещепинский легальный литературно-политический кружок[28]. Им руководил ветврач третьего участка П. Егорский. В январе 1912 года начали работать двухнедельные курсы, на которых крестьяне изучали основы земледелия, животноводства, огородничества, садоводства, организации хозяйства[29]. В школах по воскресеньям организовывались чтения на естественно-исторические темы. Об этих чтениях в Перещепино так рассказывалось в журнале «Дніпрові хвилі» (№ 5—6) за 1911 год: «Полезное дело было бы, и крестьяне интересуются, да … на украинском языке не читают лекторы, ибо говорят, что нельзя».
- С началом империалистической войны 1914—1918 гг. большинство работоспособных мужчин были мобилизованы в армию. Многие хозяйства остались без рабочих рук, а семьи — без кормильцев. У крестьян реквизировали лошадей, рогатый скот, сбрую. Бедняцкие хозяйства разорялись, попадали во все большую зависимость от кулаков, которые богатели. Среди тружеников села росло недовольство существующим строем. Все это приводило к ещё большему обострению классовой борьбы.
- Когда весть о Февральской буржуазно-демократической революции 1917 года докатилась до Перещепино, в селе состоялся многолюдный митинг, в котором приняли участие и крестьяне окрестных сел. Выступавшие на митинге приветствовали свержение царизма. 14 марта в Перещепино был избран исполком т. н. комитета общественных организаций из 12 человек. В него вошли эсеры, представители местной интеллигенции, кулаки. Комитет призывал местное население подчиняться распоряжениям Временного правительства, «сохранять порядок»[30]. Действия комитета поддерживали перещепинские священники. С амвонов Никольской и Троицкой церквей, находившихся в Перещепино, они призывали сплотиться вокруг нового правительства, довести войну до победного конца, а затем избрать Учредительное собрание, которое решит вопрос о земле[31].
- В конце декабря 1917 года в Перещепино установлена Советская власть, создан ревком. В помещении волостной управы состоялся сельский сход, на котором крестьяне ознакомились с первыми декретами рабоче-крестьянского правительства. Уже в январе 1918 года были избраны волисполком и сельский Совет крестьянских депутатов. В состав сельского Совета вошли бедняки Ф. Варава, Я. Коваль, А. Кравец и другие. Исполком Совета брал на учёт имущество соседних помещичьих экономий, распределил между крестьянами сельскохозяйственные машины и запасы хлеба. В феврале — марте под руководством большевиков Совет приступил к разделу земли[32]. Но закончить эту работу не удалось. В апреле 1918 года австро-германские войска захватили весь Новомосковский уезд[33]. Оккупанты возобновили царские порядки, заставили крестьян вернуть бывшим собственникам землю, зерно, инвентарь. Карательные отряды жестоко расправлялись с непокорными. От рук карателей погибли руководители перещепинских большевиков И. Ф. Хорошун и Кусенко, оставшиеся в селе для подпольной работы[34]. Многие жители Перещепино, среди них Т. Алексеенко, А. И. Кравец, ушли в партизанский отряд под командованием М. Е. Козырева[35], действовавший в соседнем Константиноградском уезде. В ноябре 1918 года оккупанты и гетманцы вынуждены были покинуть Перещепино. Власть снова перешла в руки трудового народа. Однако в декабре село захватили петлюровцы. Они пытались создать в Перещепино свои отряды, но безуспешно — крестьяне отказывались вступать в них[36].
- В январе 1919 года части 2-й Украинской советской дивизии изгнали из села петлюровцев. Временным органом власти в Перещепино стал революционный комитет. Его главными задачами были наведение революционного порядка, мобилизация населения на борьбу с контрреволюцией, оказание помощи Красной Армии. В феврале 1919 года в селе состоялись выборы в Совет, который послал своих представителей на волостной съезд Советов Новомосковского уезда. Все делегаты съезда были коммунистами[37]. Местные органы Советской власти осуществляли раздел земель, принимали меры для организации снабжения крестьян посевным материалом, сельскохозяйственными машинами и инвентарем, заботились о распространении агрономических знаний.
- В апреле 1919 года значительная часть крестьянской бедноты создала в Перещепино коммуну под названием «Пионер».
- В 1938 году Перещепино присвоен статус посёлок городского типа.
- После изгнания гитлеровцев село лежало в развалинах. Были разгромлены колхозы, разрушены 826 жилых домов, четыре школы, больница и пр. Материальный ущерб, причиненный оккупантами колхозам села, составил 63,8 млн руб.[38]. В колхозе «Зоря» осталось всего 19 лошадей, 4 вола. Не хватало рабочих рук. В артели «Зоря» насчитывалось 9 работоспособных мужчин[39], в артели им. XVII партсъезда — 52 человека[40]. В первые же дни после освобождения населенного пункта возобновили свою работу Перещепинский райком партии, райисполком, сельский Совет. Территориальная парторганизация объединила коммунистов трех колхозов («Зоря», «Шлях Леніна», им. XVII партсъезда) и местных школ. Под их руководством решались труднейшие задачи восстановления разрушенного войной хозяйства. Был проведен осенний сев. В конце 1943 года начал выпускать продукцию восстановленный пенькозавод. Возобновились занятия в средней школе. Самоотверженно трудясь на восстановлении хозяйства, перещепинцы приняли участие в сборе средств на постройку танковой колонны. Житель села Василевки Перещепинского района С. М. Гетьман в феврале 1944 года внес на сооружение танковой колонны «Советская Украина» 100 тыс. рублей[41]. Большую помощь труженикам села в это тяжелое время оказали Советское государство, трудящиеся РСФСР. В 1945—1946 гг. колхозы Перещепино получили скот из Костромской области, государство выделило им семенной фонд, предоставило денежные средства. С 1946 по 1950 гг. только колхоз им. XVII партсъезда получил 370 тыс. руб. ссуды. В результате большой организаторской работы коммунистов, с помощью государства в 1944 году были отстроены школы, больница, в 1945 году — железнодорожный вокзал, большинство жилых домов.
- К 1950 году в Перещепино работали больница на 30 коек, в которой насчитывалось 20 человек медперсонала, в том числе 2 врача; три школы (средняя и две начальные), где 48 учителей обучали 865 учащихся; клуб с залом на 250 мест.
- В 1951 году в результате укрупнения из пяти колхозов образовалось два: «Зоря» и им. Дзержинского.
- До 1963 года Перещепино было районным центром Перещепинского района.
- 1971—1975 г.г. в девятой пятилетке рабочие Перещепинского строительно-монтажного управления построили восьмилетнюю школу № 1 на 320 мест, 4 жилых дома на 14 квартир, дом для престарелых, а также 18 коровников, 2 телятника, 11 свинарников, 5 силосохранилищ, зернохранилище. Высоких производственных показателей добилось расположенное в Перещепине Новомосковское межколхозное дорожно-строительное управление. Этим коллективом были сооружены асфальтобетонный завод, 8 жилых домов на 16 квартир, проложено 62,6 км дорог с твердым покрытием. за данный период были построены 3 дома для врачей и учителей, 3 дома на 40 квартир для рабочих и служащих, комбинат бытового обслуживания, два детских комбината. В поселке вырос микрорайон, в котором насчитывается 15 пятиэтажных домов на 1200 квартир, новая школа на 1360 мест, детский комбинат и магазин. Колхозом им. Дзержинского возведены 67 индивидуальных жилых домов для колхозников. К домам подведен водопровод, проложены тротуары.
- В 1977 году среднемесячная заработная плата колхозника составила 127 руб. В личном пользовании перещепинцев — 175 легковых автомобилей, 473 мотоцикла. В поселке функционировала районная больница № 2 на 100 коек, 2 фельдшерско-акушерских пункта, санэпидстанция, грязелечебница, аптека. Во всех этих учреждениях работало 16 врачей и 61 человек со средним специальным образованием. В шести детских комбинатах воспитывалось 818 детей.
- Если в 1914 году в Перещепине из 13 человек местной интеллигенции лишь двое имели высшее образование, то в 1977 году здесь насчитывалось 123 специалиста с высшим образованием, из них 79 учителей, 16 врачей, 28 специалистов народного хозяйства. За годы Советской власти 137 местных жителей получили высшее образование
- С 1971 по 1981 г.г. значительно возросло количество вкладчиков в Перещепинской сберегательной кассе, увеличилась сумма их вкладов. Если 1 января 1971 года на личных счетах 3126 человек числилось 2,1 млн руб., то к 1 января 1977 года число вкладчиков увеличилось до 4880 человек, а сумма вкладов превысила 4,9 млн рублей.

13 января 2000 года присвоен статус город районного значения.
По состоянию на 1 января 2024 года численность населения составляла 9 500 человек.

## Экономика
- Перещепинский опытно-экспериментальный завод насосно-силового оборудования.
- ЗАО «Перещепинский комбинат „Промстройматериалы“».
- Перещепинский нефтегазовый промысел.
- Перещепинская нефтеперекачивающая станция.

## Объекты социальной сферы
- Школа № 1.
- Школа № 2.
- Перещепинский профессиональный лицей.
- Школа искусств.
- Детские сады.
- Больница № 2.
- Дом культуры.
- Дом школьника.

## Транспорт
Через город проходят автомобильные дороги М-18 (E 105) и Т-0412.
В 2 км от станции Перещепино Приднепровской железной дороги.

## Галерея

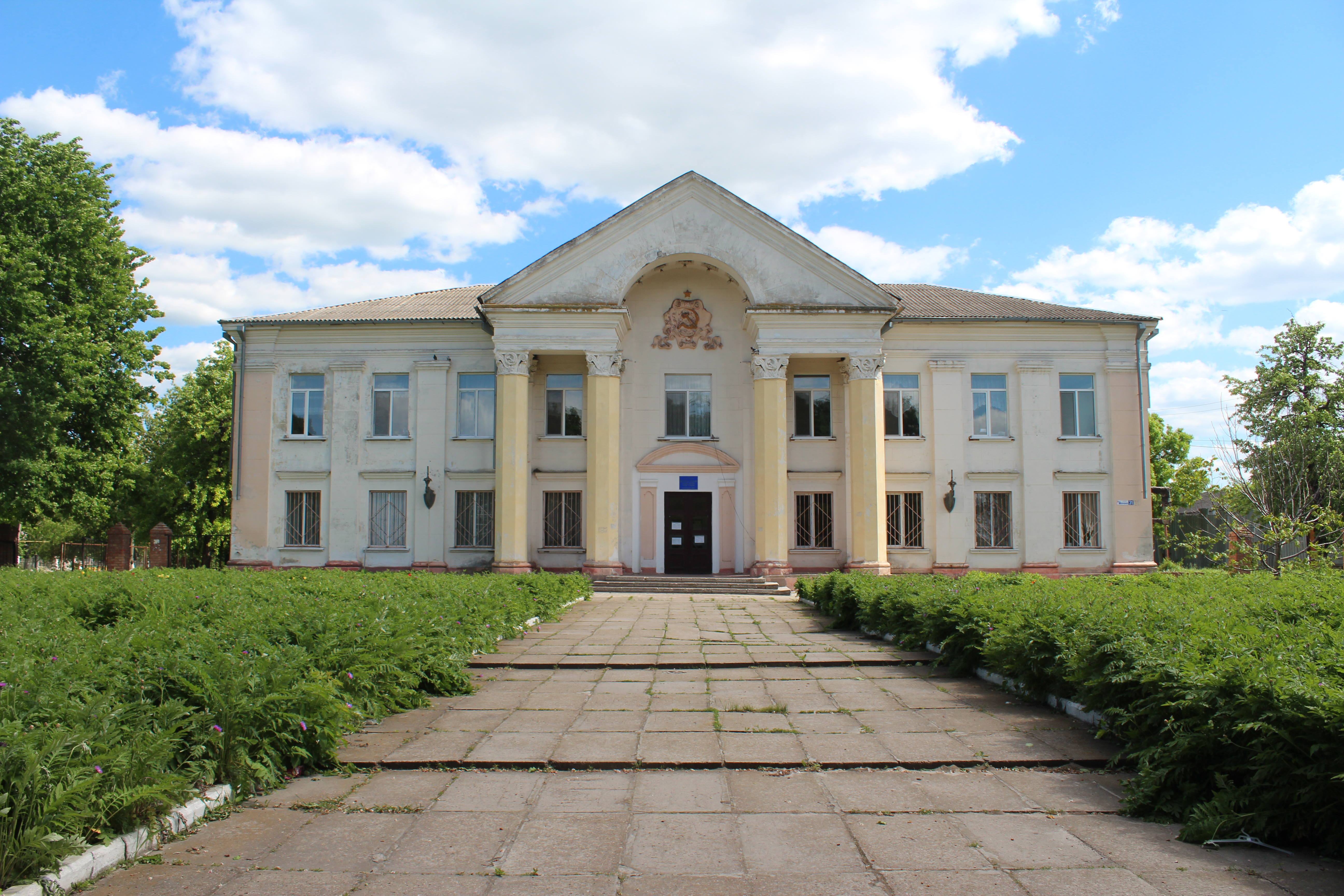
Амбулатория общей практики семейной медицины
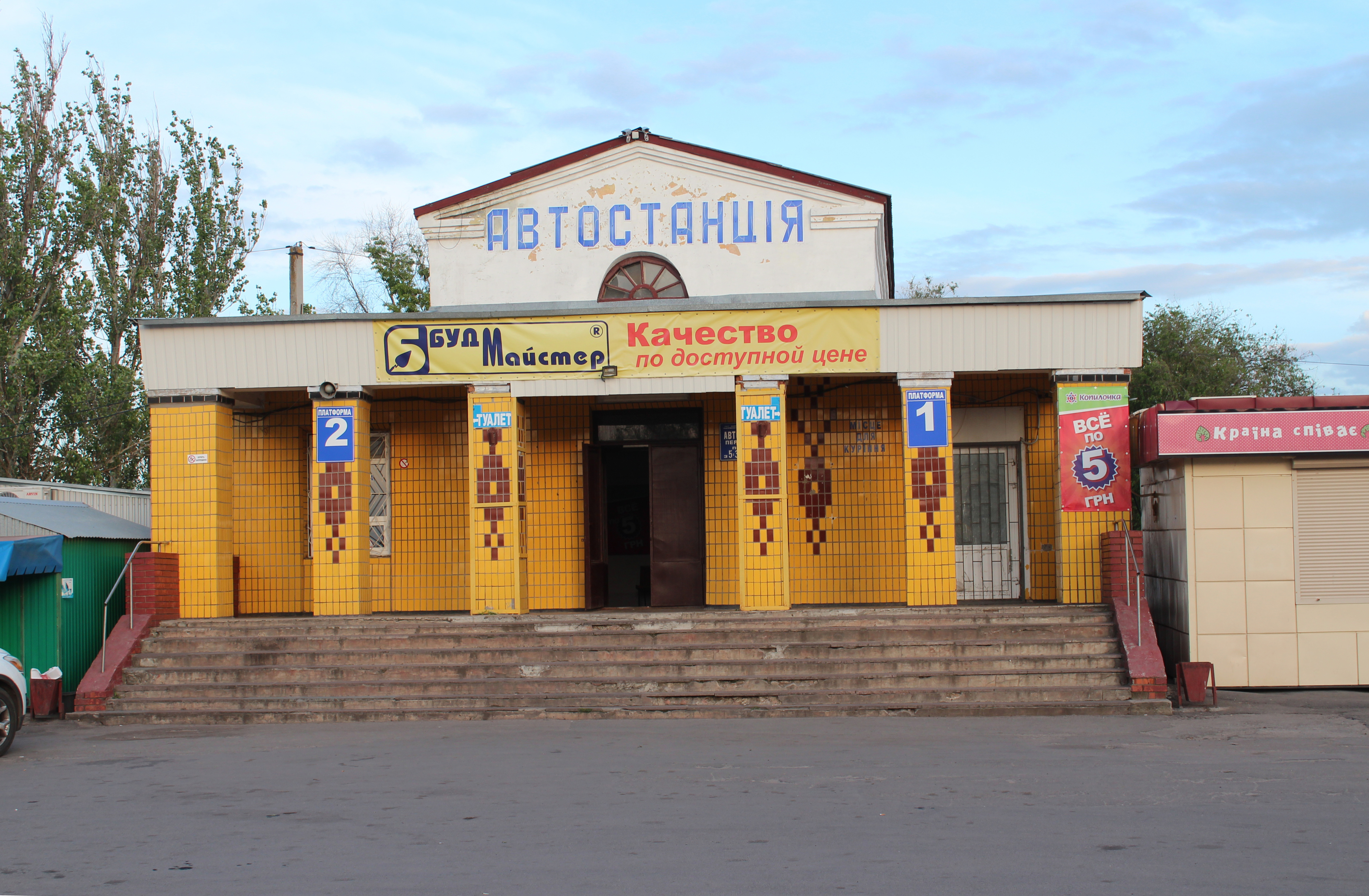
Автостанция
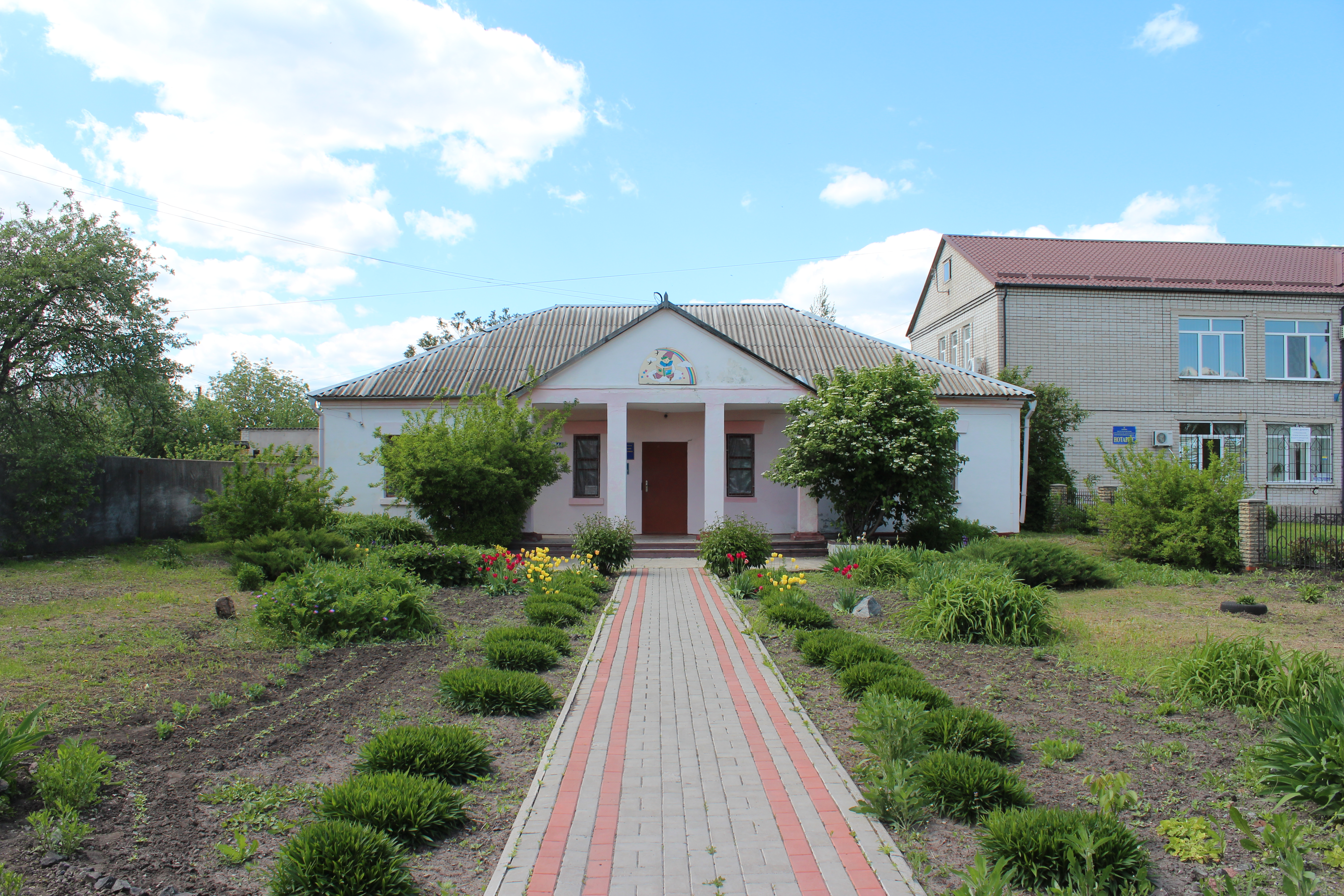
Детская библиотека
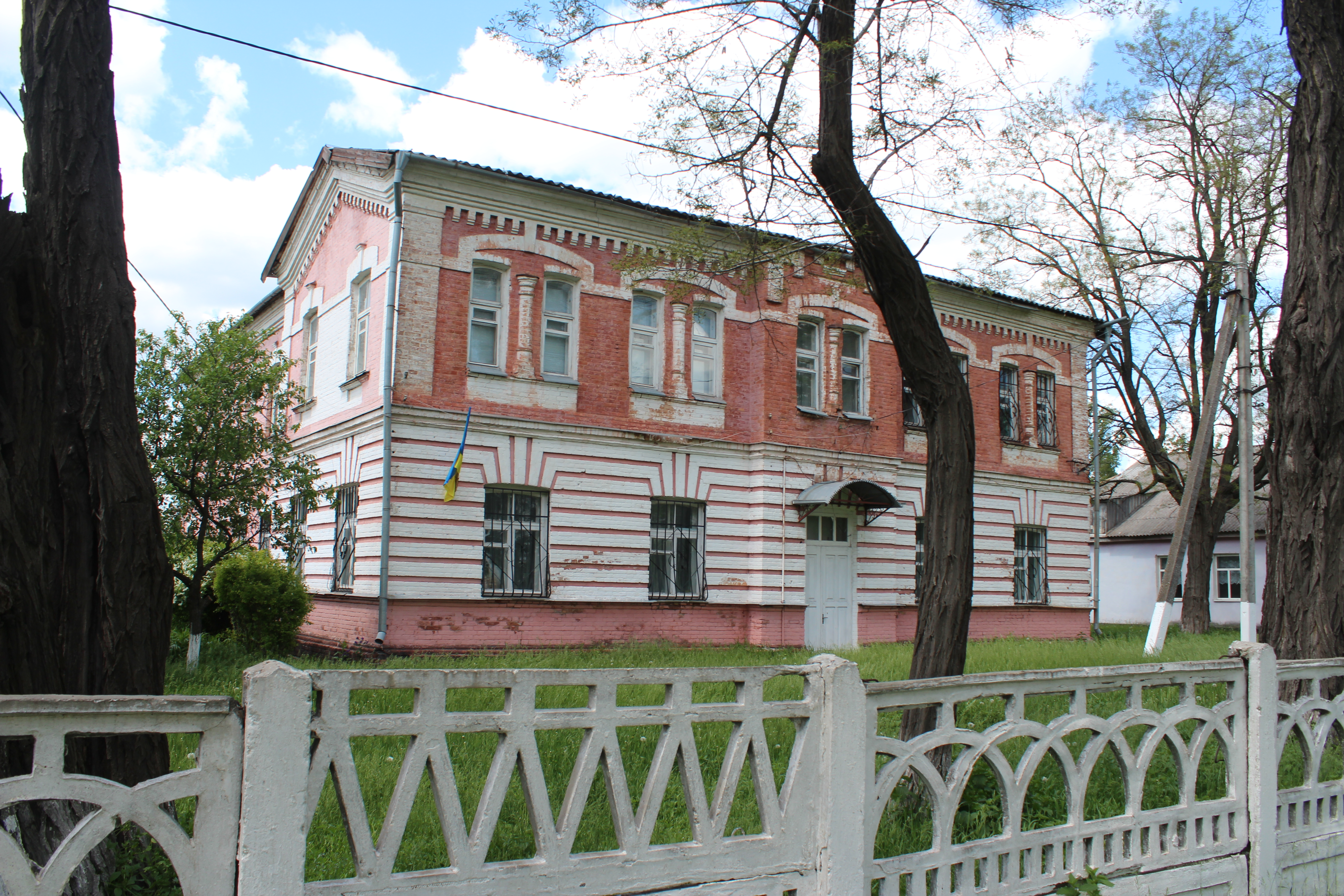
Профессиональный лицей
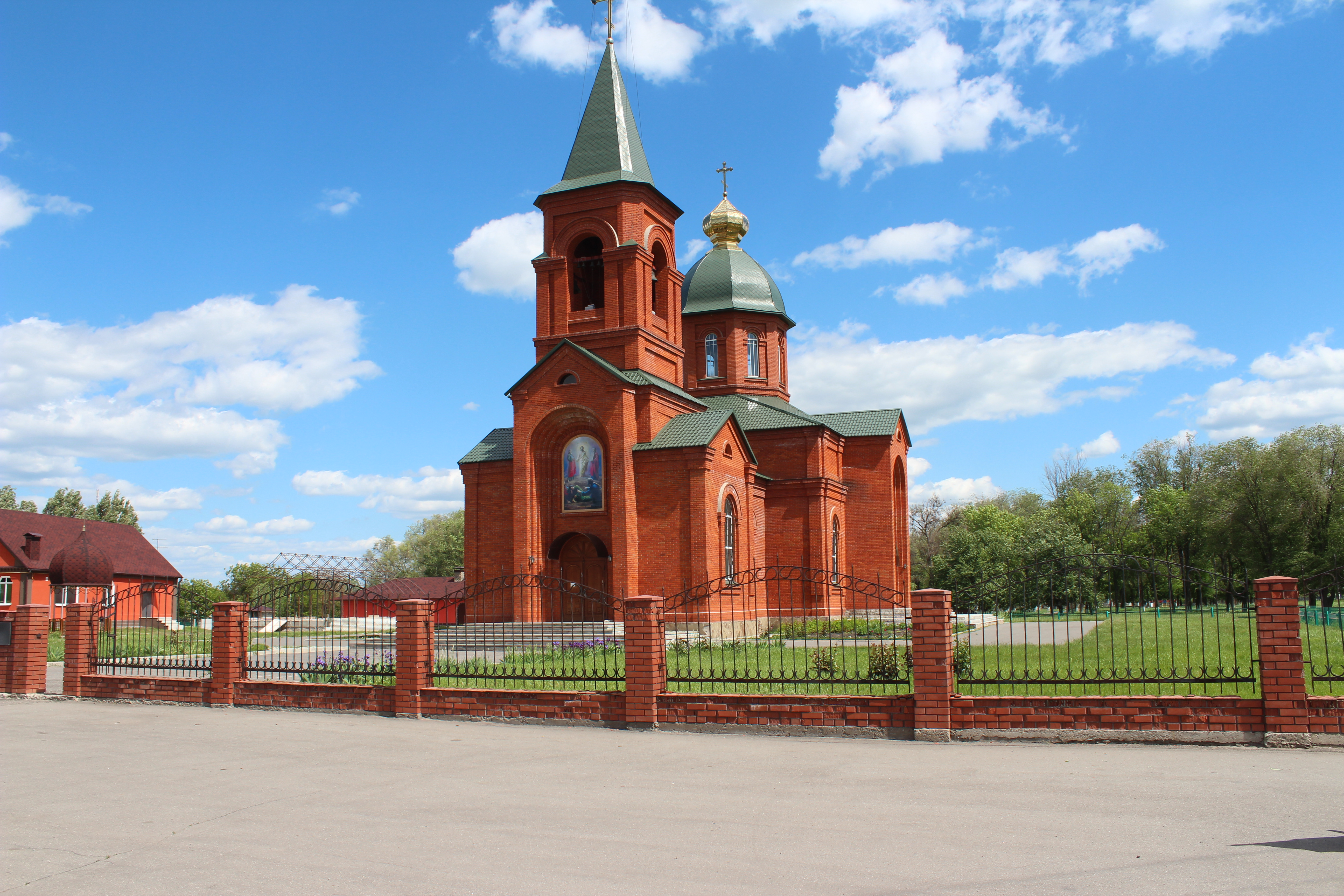
Спасо-Преображенский храм
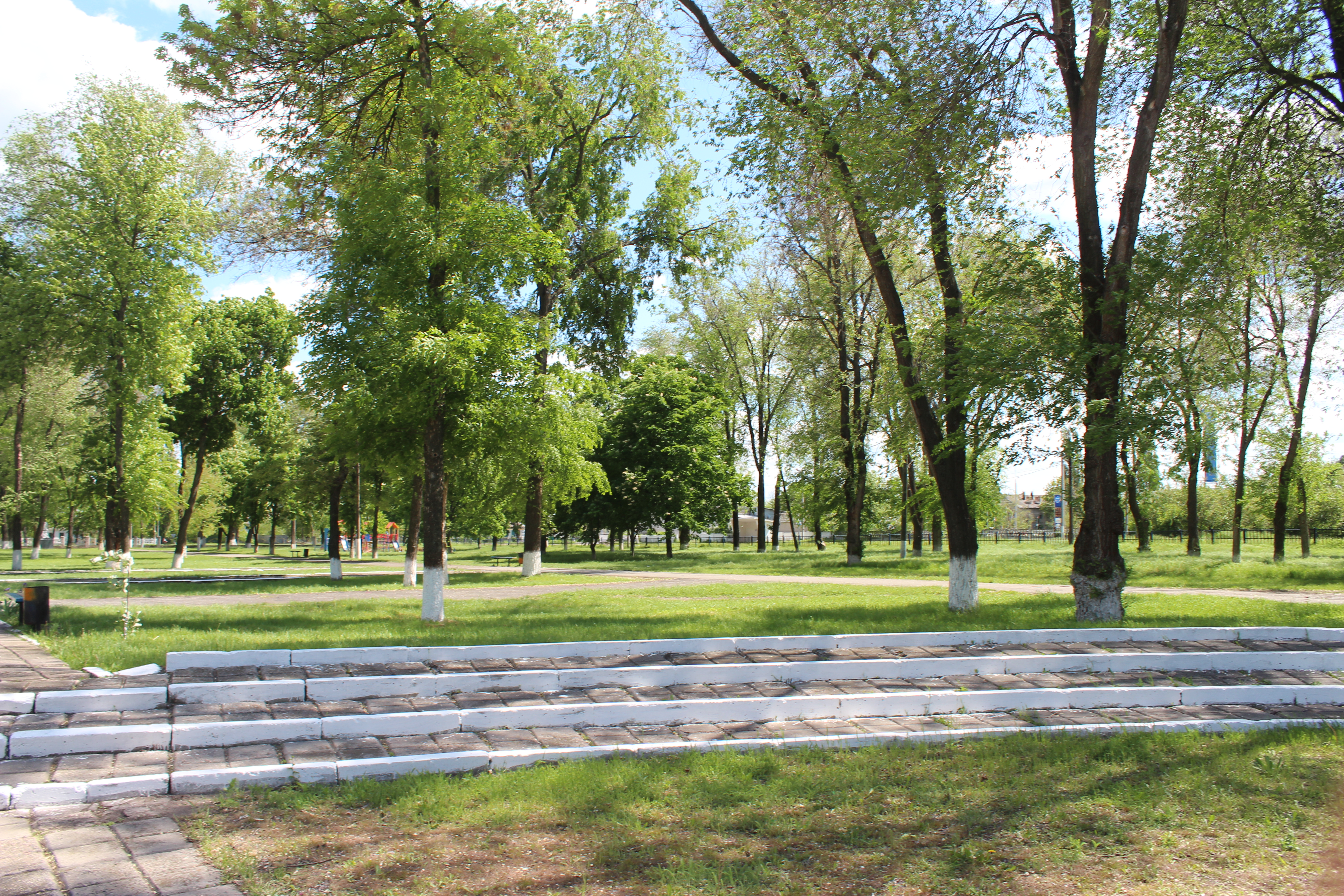
Парк Шевченко